# Uffe den Spage
Uffe den Spage eller Uffe hin Spage er navnet på en nordisk, mytologisk kongesøn, blandt andet kendt fra Saxo. Sagnet lyder, at Uffe den Spage, søn af den blinde kong Vermund, med sværdet Skræp vandt sejr i en tvekamp mod en saksisk prins og en kæmpe ved den gamle grænseflod Ejderen og ved sejren vandt Danmarks uafhængighed.
Oprindelsen er sandsynligvis fra anglerne før deres udvandring til England. Uffe hin Spage kendes derfor også fra engelsk sagndigtning, eksempelvis fra Beowulf-kvadet.
Både danske og angelsaksiske kilder bekræfter, at Offe/Offa/Uffe hin Spage var søn af den danske kong Vermund og efterfulgte sin far som konge af Danmark. Kong Vermund og Uffe hin Spage var konger af Danmark og Angel, hvorfra anglerne senere drog til de britiske øer og grundlagde de angelske kongedømmer (England). De angelske konger i England var efterkommere af den danske konge Uffe hin Spage.
I Kolding er opstillet en statue af Uffe hin Spage lavet af Anne Marie Carl-Nielsen. På Østerbro Stadion i København er statuen Uffe med sværdet Skræp af Aksel Hansen opstillet. I Vennelystparken i Århus står en statue af Uffe Hin Spage lavet af Johannes C. Bjerg i 1948. I Sydslesvig er den danske skole i Tønning (ty. Tönning) opkaldt efter Uffe hin Spage. Ved Slien, tæt på byen Arnæs i Sydslesvig, findes en Uffe-kilde, hvor Uffe ifølge legenden skal have badet. 

## Galleri
- Uffe den Spage og hans far, kong Vermund
- Uffe-kilden (Offa-Quelle) tæt på købstaden Arnæs ved Slien i Sydslesvig
- Viggo Guttorm-Pedersens illustration om Uffes kamp på Ejderholmen